# Seo-gu (Busan)
Seo-gu (koreanisch 서구) ist einer der 16 Stadtteile von Busan und hat 110.106 Einwohner (Stand: 2019). Es handelt sich dabei um einen der südwestlichen Bezirke der Stadt. Wörtlich übersetzt bedeutet der Name Westbezirk. Der Bezirk grenzt im Uhrzeigersinn an die Stadtteile Sasang-gu, Busanjin-gu, Dong-gu, Jung-gu und Saha-gu.

## Bezirke

Verwaltungseinheiten des Seo-gu

Seo-gu besteht aus acht dong (Teilbezirke), wobei Dongdaesin-dong, Seodaesin-dong und Nambumin-dong in weitere dong unterteilt sind. Somit verfügt der Bezirk insgesamt über 13 dong.
- Dongdaesin-dong (3 administrative dong)
- Seodaesin-dong (3 administrative dong)
- Bumin-dong
- Ami-dong
- Chojang-dong
- Chungmu-dong
- Nambumin-dong (2 administrative dong)
- Amnam-dong

## Verwaltung
Als Bezirksbürgermeister amtiert Kong HanSu (공한수). Er gehört der Mirae-tonghap-Partei an.